# Генріх Карл Клам-Мартініц
Генріх Карл Клам-Мартініц (нім. Heinrich Karl Graf Clam-Martinic; *1 січня 1863, Відень, Австрійська імперія — †7 березня 1932, Клам, Австрія) — австро-угорський державний діяч, міністр-президент Цислейтанії (21 грудня 1916 — 24 червня 1917). Граф.

## Життєпис
Народився у Відні, в аристократичній родині. Племінник відомого чеського політика другої половини XIX століття Генріха Ярослава Клам-Мартініца.
Генріх Карл один із престолонаслідників Франца Фердинанда, супроводжував його під час навколосвітньої подорожі в 1892—1893 роках. З 1894 року — член Ландтагу Богемії, з 1902 року — верхньої палати парламенту Цислейтанії (Heerenhaus).
У чині генерал-майора брав участь у Першій світовій війні, воював на російському та італійському фронтах. У жовтні 1916 року як представник поміркованого крила чеського національного руху запрошений в уряд Кьорбера, призначений міністром землеробства.
Після смерті імператора Франца Йосифа, новий імператор Карл I призначив Клам-Мартініца міністр-президентом Цислейтанії.
Перебуваючи на посаді глави уряду, Клам вперше з весни 1914 року відновив роботу Рейхсрата, прагнув залучити до роботи парламенту і державних органів представників усіх національностей, що перебували в складі Австрії (запропонував гасло Seien wir vor allem Österreicher!). Зазнав невдачі: на першому ж засіданні Рейхсрата представники національних меншин заявили про намір відстоювати насамперед інтереси власних народів. Ці події фактично стали предтечею подій осені 1918 року, що завершилися розпадом держави.
Вважав, що в умовах війни інтереси народів країни повинні бути підпорядковані інтересам оборони. Одночасно висував проекти державної перебудови. Сербія і Чорногорія (які передбачалося після закінчення війни анексувати) повинні бути об'єднані з південно-слов'янськими областями Транслейтанії і отримати автономію в складі Угорського королівства (за винятком населеної словенцями Крайни, яка повинна отримати власне національно-територіальне утворення всередині Австрії). Аналогічні права в складі Цислейтанії мало отримати Королівство Польща, об'єднане з Галичиною. Ці плани зустріли опір з боку угорців (відстоювали дуалістичну монархію) і національних рухів, які з натхненням сприйняли революцію в Росії.
Будучи німецьким богемським аристократом, Клам-Мартініц представляв пронімецький курс, виступав за визнання німецької мови в Богемії і Моравії як єдиної офіційної. В таких умовах мета заручитися підтримкою більшості чеського населення і інших народів імперії неможливою.
У червні 1917 року уряд Клам-Мартініца відправлено у відставку. З 10 липня 1917 року і до кінця Першої світової війни він військовий губернатором на території Чорногорії.